# 風雲児半次郎
『風雲児半次郎』（ふううんじはんじろう）は、池波正太郎原作の小説『人斬り半次郎』をもとにした時代劇。制作は東伸テレビ映画 / 毎日放送。1964年10月28日から1965年3月31日まで東京12チャンネル（現・テレビ東京）で放送した。

## 出演者
- 中村半次郎:城健三朗(若山富三郎)
- 佐土原英助:徳大寺伸
- 貞子:御影京子
- 土方歳三:佐藤慶
- 土居市九郎:中山昭二
- 西郷隆盛:山形勲
- たみ:安田道代
- おまき:富士真奈美
- 幸江:久保菜穂子
- 第四皇子青運院:山城新伍
- 法秀尼:中村玉緒
- 大山格之助:橋本功
- 別府晋介:曽根晴美

## サブタイトル
- 第1話:炎の剣(前編)
- 第2話:炎の剣(後編)
- 第3話:はだか侍(前編)
- 第4話:はだか侍(後編)
- 第5話:京への道
- 第6話:美しき尼僧
- 第7話:花々しき武士道
- 第8話:怒涛の剣
- 第9話:燃えよ桜島
- 第10話:紅い木の実
- 第11話:若き獅子の群れ
- 第12話:春の嵐
- 第13話:逆転
- 第14話:地獄まで一歩
- 第15話:鬼火
- 第16話:郡狼
- 第17話:激突
- 第18話:夜明けまえ
- 第19話:迷い犬
- 第20話:パンと恋
- 第21話:東京無情
- 第22話:ともしび
- 第23話:進軍ラッパ